# Palaeotype

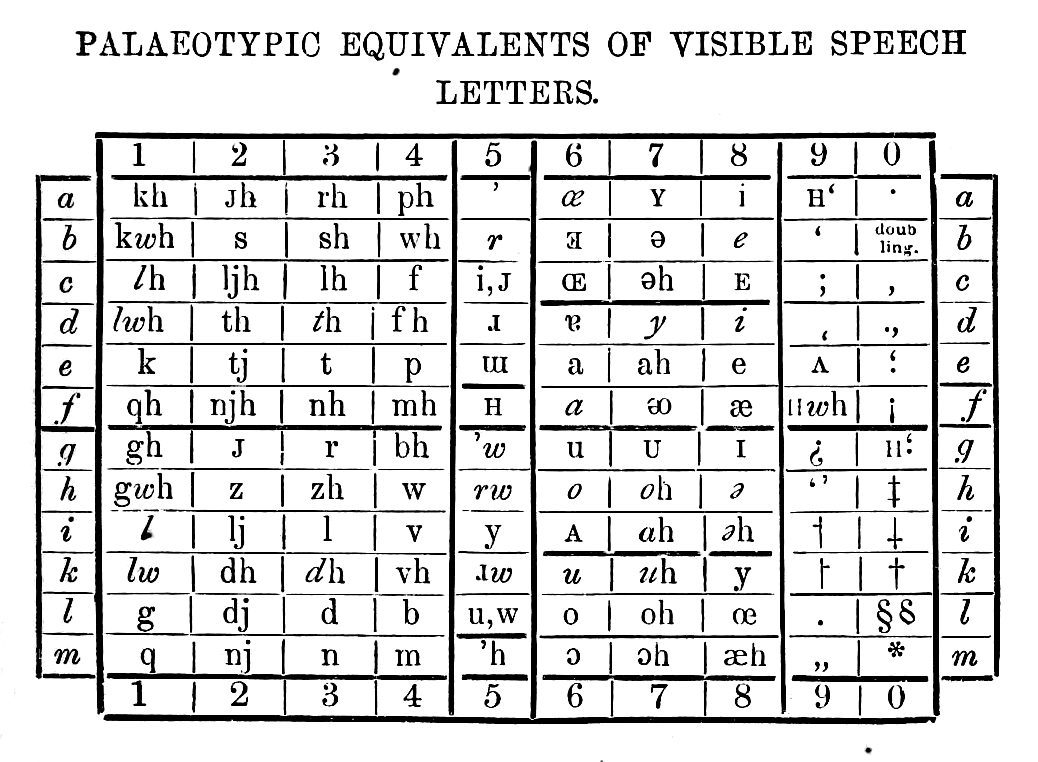
Tableau des lettres du palaeotype équivalentes au visible speech de Melville Bell, publié en 1869.

Le Palaeotype est un alphabet phonétique utilisé par Alexander John Ellis pour décrire la prononciation de l’anglais. Il a inspiré l'alphabet romique d'Henry Sweet en 1877 qui a lui-même servi de base pour l’alphabet phonétique international. Il est notamment utilisé dans certains articles de la neuvième édition de l’Encyclopædia Britannica publiée de 1878 à 1888.
Il se distingue des alphabets phonétiques précédents, notamment l'alphabet phonotypique du même auteur, par un usage maximal des caractères existants; en utilisant notamment  les lettres culbutées (comme ‹ ə ›, ‹ ɔ ›), les petites capitales (comme ‹ ɪ ›), et l'italique.

## Latinic alphabet
En 1854, Ellis publie The Latinic alphabet dans lequel il applique cet alphabet à plusieurs langues dont le français.
| Orthographe usuelle | Orthographe avec le Latinic alphabet |
| Calypso ne pouvait se consoler du départ d’Ulysse. Dans sa douleur, elle se trouvait malheureuse d’être immortelle. Sa grotte ne résonnait plus de son chant ; les nymphes qui la servaient n’osaient lui parler. Elle se promenait souvent seule sur les gazons fleuris dont un printemps éternel bordait son île,... Tout à coup, elle aperçut les débris d’un navire qui venait de faire naufrage, des bancs de rameurs mis en pièces, des rames écartées çà et là sur le sable, un gouvernail, un mât, des cordages flottant sur la côte. | .kalipsoo-n puvɐ-s ko𐓣sole dy depar d-.ylis. Da𐓣 sa-dulər ɐl sᴇ truvɐ malərəz d-ɐɐtr- imortɐl. sa- grot nᴇ rezonɐ ply-d so𐓣 ſ̣ɒ𐓣 : lɐ nɑ𐓣f ki la-sɐrvɐ n-oozɐ lyi parle. ɐl sᴇ promnɐ suvɒ𐓣 səl syr lɐ gaazo𐓣 fləri do𐓣t-ɥ𐓣 prɑ𐓣tɒ𐓣z-etɐrnɐl bordɐ so𐓣-iil. .tut-a cu ɐl apɐrsy lɐ debri d-ɥ𐓣 naviir ki- vnɐ-d fɐɐr nofraɟ, dɐ bɒn-d ramər miz-ɒ𐓣 piɐs, dɐ ramz-ekarte sa e la syr lᴇ saabl', ɥ𐓣 guvɐrnaiꞁ, ɥ𐓣 mᴀ, dɐ kordaɟ, flotɒ𐓣 syr la koot |

## Palaeotype
| Maj. | Min. | Description                                      |
| ---- | ---- | ------------------------------------------------ |
| A    | a    | italien matto (mat·to), français chate (shat)    |
| A    | a    | allemand mann (man), français matelas (matla)    |
| :A   | ᴀ    | anglais want (wᴀnt), what (wᴀt), august (ᴀgəst·) |
| A⸲   | a⸲   | gaélique math (ma⸲t)                             |
| Aa   | aa   | (a) long                                         |
| Aa   | aa   | (aa) long                                        |
| :Aa  | ᴀᴀ   | (ᴀ) long                                         |
| Aa⸲  | aa⸲  | (aa⸲) long                                       |
| Aah  | aah  | (ah) long                                        |
| Aah  | aah  | (ah) long                                        |
| Aaʌ  | aaʌ  | (aʌ) long                                        |
| Æ    | æ    | anglais man (mæn), cat (kæt), sad (sæd)          |
| Ææ   | ææ   | (æ) long                                         |
| Ææh  | ææh  | (æh) long                                        |
| Æh   | æh   | = (æw) ; (æ) labialisé                           |
| Ah   | ah   | irlandais sir (sahr), autrichien man (mahn)      |
| Ai   | ai   | anglais aye (ai), allemand hain (ʜain)           |
| Aʌ   | aʌ   | français an (aʌ), temps (taʌ), cent (saʌ)        |
| Au   | au   | allemand haus (ʜaus)                             |
| Ay   | ay   | théoriquement allemand euch (aykh)               |